# Gilsfjörður

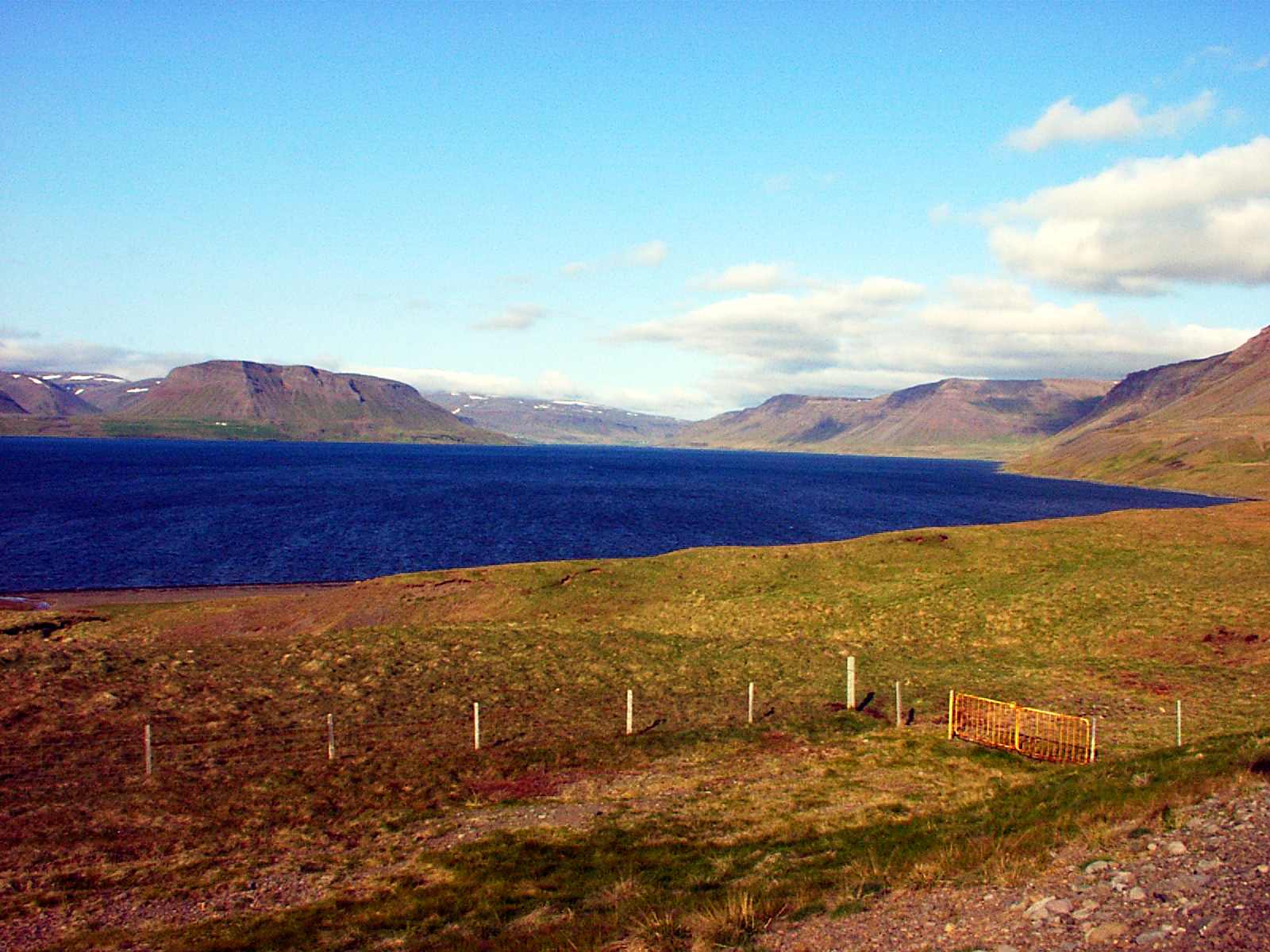
Blik op de Gilsfjörður.

De Gilsfjörður is een fjord in IJsland. Het is het meest zuidelijk gelegen fjord van de  Westfjorden en begrenst de noordzijde van de Vesturland regio. Eigenlijk is het een uitloper van de veel grotere Breiðafjörður, die zich in oostelijke richting uitbreidt. De fjord dringt ongeveer 10 kilometer diep het land in.
Voor de fjord is tussen de plaatsjes Saurbær en Króksfjarðarnes in 1997 een dam gelegd, met daarin een vaste brug waardoor het getij de fjord in en uit kan blijven stromen. Over deze dam loopt de Vestfjarðarvegur (wegnummer 60) naar Ísafjörður. Door het gereedkomen van de dam is deze weg, die eerst rondom de gehele Gilsfjörður liep, met ongeveer 14 kilometer verkort.
Aan het begin van de fjord ligt de kleine Gullfoss, een watervalletje in de Kleifá. Even ten noorden daarvan steekt een zeer slechte weg de Steinadalsheiði over om bij de Kollafjörður uit te komen. Deze weg is alleen in de zomer geopend, en was van 1933 tot 1984 de kortste verbindingsweg naar Hólmavík.
Volgens een IJslands volksverhaal is de fjord, net als de gehele Breiðafjörður, door trollen gegraven. Doel van de trollen was om de Westfjorden van de rest van het eiland te scheiden, om daar vervolgens een eigen rijk te stichten. Door dit graafwerk is de Westfjordenregio door een landbrug van slechts 10 kilometer breed met de rest van IJsland verbonden. Aan de oostzijde van de landbrug ligt de Bitrufjörður.